# Trematodon brevifolius
Trematodon brevifolius là một loài rêu trong họ Bruchiaceae. Loài này được Broth. ex Müll. Hal. mô tả khoa học đầu tiên năm 1898.